# 王維坤
王维坤，字幼舆，号鹅知，河南长垣人，清朝政治人物，進士出身。

## 生平
順治十八年（1661年）辛丑科進士，官至梓潼县知县，著有《渐细斋集》。
梓潼知縣任内，曾破壞張獻忠七曲山的詩刻碑。